# Лакретель, Жан Шарль Доминик де
Жан Шарль Доминик де Лакретель, или Лакретель-младший (фр. Jean Charles Dominic de Lacretelle; 3 сентября 1766, Мец — 26 марта 1855, Макон) — французский историк и публицист, член Французской академии (1811).

## Биография
Сын Пьера Луи де Лакретеля, или Лакретеля-старшего.
Ещё очень молодым написал «Речь о влиянии нравов на законы и законов на нравы» и трагедию «Катон Утический». В начале 1790-х участвовал в Клубе фельянов и был редактором газеты «Журналь де Пари», вместе с Андре Шенье и Жаном Руше; затем недолго служил в армии. После 9 термидора Лакретель стал одним из пламенных вождей так называемой золотой молодежи и вёл ожесточённую борьбу с якобинцами.
После переворота 18 фрюктидора Лакретель был арестован и выпущен на свободу только в 1799 году, но вскоре, заподозренный в заговоре против республики, вынужден был бежать и вернулся в Париж лишь после 18 брюмера. В 1808 году он был назначен членом бюро прессы, затем профессором истории.
Во время Ста дней он сопровождал Людовика XVIII в Гент. За протест от имени Французской академии против сурового закона о печати, предложенного министерством Виллеля, был удалён из академии.

## Литературное наследие
Лакретель написал книги: 
- «Исторический очерк Французской революции» (1801—1806);
- «История Франции во время религиозных войн» (1814—1816);
- «История Франции в XVIII в.» (1808);
- «История Учредительного собрания» (1821);
- «Законодательное собрание» (1824);
- «Национальный Конвент» (1824—1825);
- «История Франции после Реставрации» (1829—1835);
- «Философское и литературное завещание» (1840);
- «Десять лет испытаний во время революции» (1840);
- «История консульства и империи» (1846).